# (14511) Nickel
(14511) Nickel (1996 EU3) – planetoida z pasa głównego asteroid okrążająca Słońce w ciągu 3,68 lat w średniej odległości 2,38 j.a. Odkryta 11 marca 1996 roku.